# Birken
Birken est une municipalité située dans la province de la Colombie-Britannique, dans le sud-ouest.